# Селин, Алессандро Падовани
Алессандро Падовани Селин (порт. Alessandro Padovani Celin; 11 сентября 1989, Эспириту-Санту) — бразильский футболист, нападающий клуба «Латте Дольче».

## Биография
Алессандро родился 11 сентября 1989 года в городке Кастело штата Эспириту-Санту. В начале своей футбольной карьеры выступал в малоизвестных бразильских клубах.
В июле 2011 года перешёл в корейский «Кванджу», однако сыграв всего лишь 1 матч, в октябре того же года покинул команду. В сентябре 2012 года подписал контракт с гонконгским клубом «Саут Чайна». Покинул команду в мае 2013 года, сыграв 9 матчей, в которых отличился 3 голами. В августе того же года прибыл на просмотр в украинскую «Волынь» и в октябре подписал контракт с клубом. В команде взял 19 номер. Дебютировал в украинской Премьер-лиге 27 октября 2013 года в игре против «Севастополя», а дебютный гол забил 1 декабря в ворота запорожского «Металлурга» с передачи Эрика Бикфалви.